# 네고티노시

네고티노 시의 위치

네고티노시(마케도니아어: Општина Неготино)는 북마케도니아 동부에 위치한 지방 자치체이다. 행정 중심지는 네고티노이며 면적은 132.9km2, 인구는 19,212명(2002년 기준)이다. 북쪽으로는 슈티프 시, 동쪽으로는 콘체시와 데미르카피야시, 서쪽으로는 그라드스코시와 로소만시, 남쪽으로는 카바다르치시와 접한다.